# رهوی کیفتی
رهوی کیفتی (انگلیسی: Rahavi Kifouéti؛ زادهٔ ۱۲ مارس ۱۹۸۹) بازیکن فوتبال اهل جمهوری کنگو است.
از باشگاه‌هایی که در آن بازی کرده‌است می‌توان به باشگاه فوتبال اوسر، باشگاه فوتبال لو آور، و باشگاه فوتبال بوتو پلوودیو اشاره کرد.
وی همچنین در تیم ملی فوتبال کنگو بازی کرده‌است.